# Villa Dr.-Schmincke-Allee 10 (Radebeul)
Die Villa Dr.-Schmincke-Allee 10 liegt im Stadtteil Serkowitz der sächsischen Stadt Radebeul, direkt an der Meißner Straße. Sie wurde 1892–1896 durch die ortsansässigen Baumeister Gebrüder Ziller errichtet, als Pendant zur gegenüberliegenden Villa Emma. Um die damalige Jahrhundertwende wohnte dort der Schriftsteller Alfred Pasternak (1860–1938), vermutlich auch seine Frau Luise Pasternak (1859–1927).

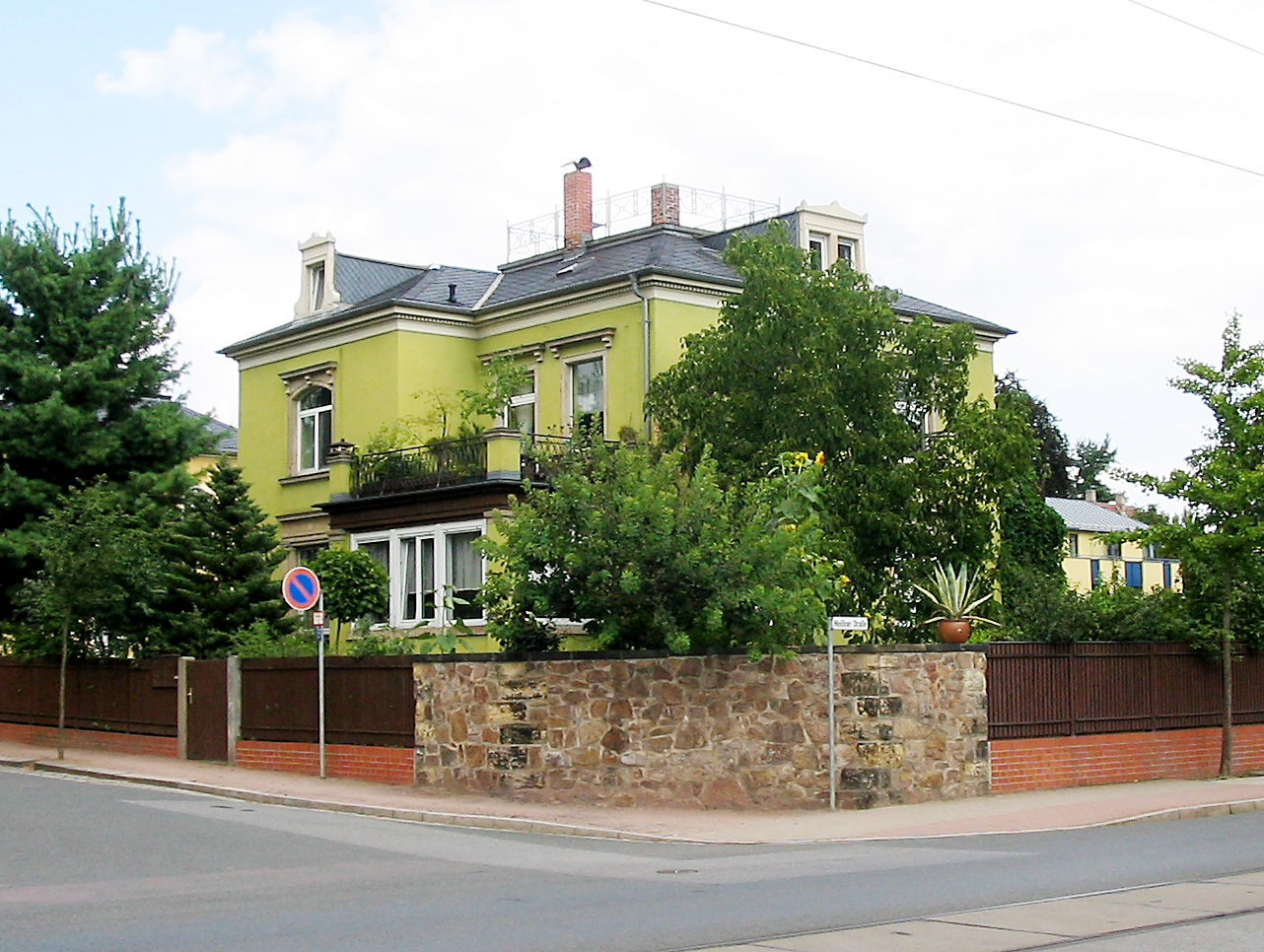
Villa Dr.-Schmincke-Allee 10

## Beschreibung

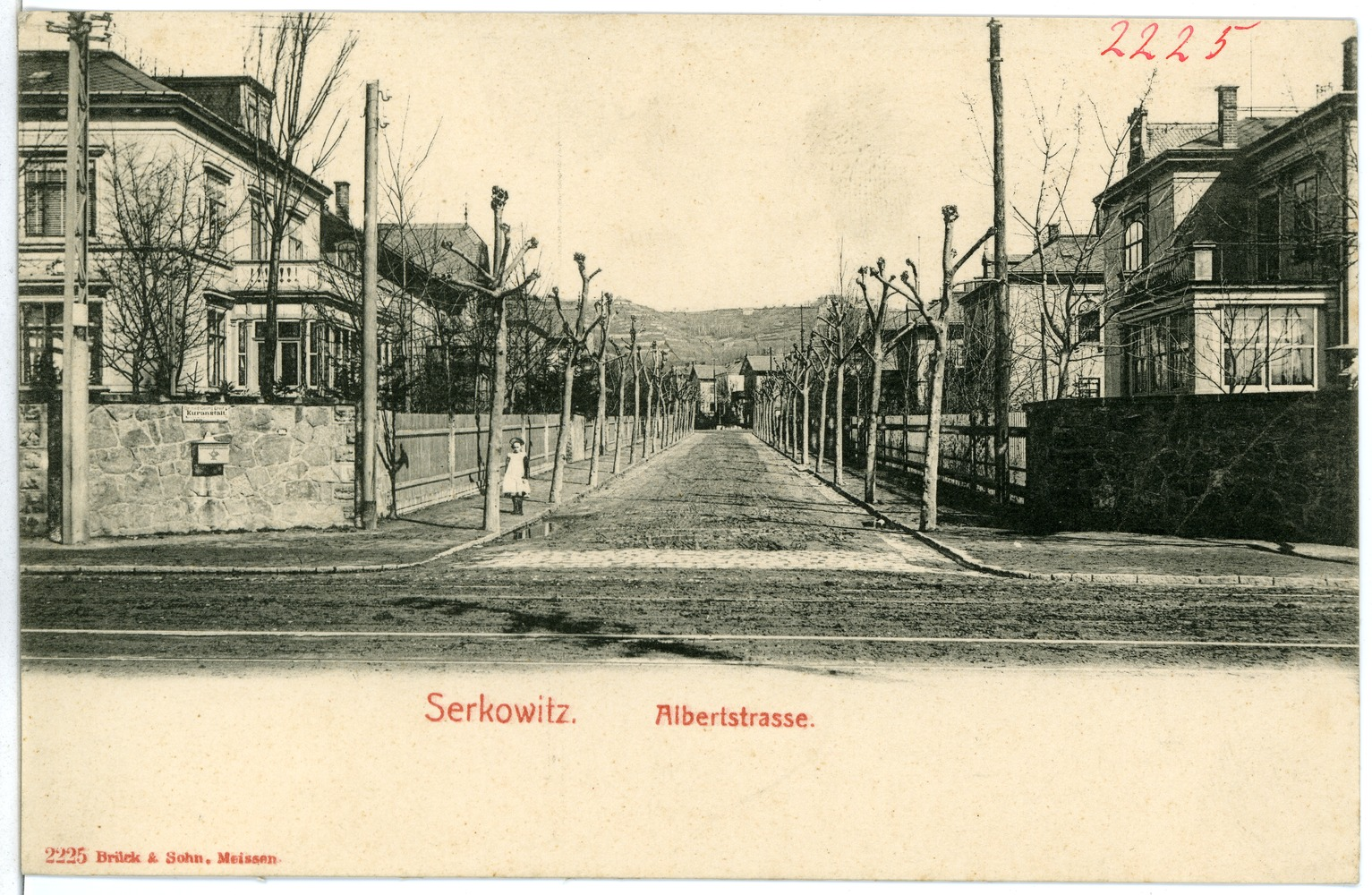
Dr.-Schmincke-Allee an der Meißner Straße nach Norden, 1901. Nr. 10 steht rechts.

Die zweigeschossige, unter Denkmalschutz stehende Villa steht auf einem Eckgrundstück zur Meißner Straße. Auf der linken Seite der Straßenansicht zur Dr.-Schmincke-Allee steht ein einachsiger Risalit. In der dadurch entstehenden Rücklage zur Straßenkreuzung steht ein eingeschossiger Verandavorbau.
Das Dach ist ein flaches und abgeplattetes Walmdach mit Lukarnen. Die durch die Abplattung entstehende Dachplattform war ehemals durch ein Gitter eingefasst. Die Gliederung der Putzfassaden ist inzwischen reduziert, die Fenster werden durch Sandsteingewände eingefasst.

## Geschichte
Die Dr.-Schmincke-Allee wurde 1876 von den ortsansässigen Baumeistern Gebrüder Ziller erschlossen und als Albertstrasse der Öffentlichkeit zur Verfügung gestellt, benannt nach dem seinerzeitigen sächsischen König Albert. Ab 1904 hieß sie Kaiser-Friedrich-Allee. Das Rondell in der Dr.-Schmincke-Allee (Fontainenplatz) entstand ebenfalls auf eigene Kosten der Gebrüder Ziller als ovaler Platz, um den herum vier Villen errichtet wurden.
Im Dezember 1892 beantragten die Gebrüder Ziller, am Alleeeingang an der Meißner Straße eine zweigeschossige Villa errichten zu dürfen. Diese entstand in den Folgejahren bis 1896. Ihr Pendant am Straßeneingang, die Villa Emma, entstand 1893.
Im Jahr 1898 ließ sich der dort wohnende Schriftsteller Alfred Pasternak ein Stall- und Remisengebäude auf seinem Anwesen errichten. Ob die 1891 verwitwete und später mit Pasternak verheiratete Schriftstellerin Luise Pasternak, die 1898 in Radebeul lebte, auch unter dieser Adresse wohnte, muss vermutet werden.